# 霍勒斯·格里利
霍勒斯·格里利（英語：Horace Greeley，1811年2月3日—1872年11月29日）是美国报纸编辑兼出版商，《纽约论坛报》创始人兼總編輯。他长期活跃于政坛，曾短暂担任纽约州联邦众议员，亦曾是新生党派自由共和黨在1872年美國總統選舉的候选人。
格里利生于新罕布什尔州阿默斯特，自小家境贫寒。他曾在佛蒙特州当印刷学徒，1831年前往纽约寻找机遇。他为出版物写文章并参与编辑，由此涉身辉格党政治，对威廉·亨利·哈里森1840年赢得总统宝座贡献卓著。他1841年创办《纽约论坛报》，周报版通过邮购发行，是全美发行量最高的报纸。格里利主张人口向西部迁移，认为西部对年轻人和失业人士而言可谓遍地机遇，在他推动下“年轻人，向西去，与国共成长”成为耳熟能详的口号。他不知疲倦地推动各种乌托邦式改革，如社会主义、素食主義、农业主义、女性主義、绝对禁酒主义，同时求贤若渴，不吝向任何有才华的人提供岗位。
格里利与威廉·H·苏厄德、瑟洛·威德结盟后当选联邦众议员，任职三个月期间因在报上刊登调查国会议员的文章引起众多议员愤恨。1854年，他协助创办共和党，党派名称很可能也是他所起。全美各地共和党报纸经常转载他的社论。在南北战争期间，他整体支持亚伯拉罕·林肯，并在总统同意采取行动前就敦促终结奴隶制。林肯遇刺后，他支持激进派共和党，反对安德鲁·约翰逊总统。但后来格里利认为重建政策不再是必要的以及反对贪腐的立场，使他与激进派共和党和格兰特总统分道扬镳。
自由共和党诞生后提名格里利在1872年竞选美国总统，虽亦取得民主党人的支持，但他面对格兰特的绝对优势根本无力招架。其夫人在大选五天前撒手人寰，使格里利悲痛万分，亦在一个月后去世，此时还未至选举人团的投票阶段。

## 早年经历

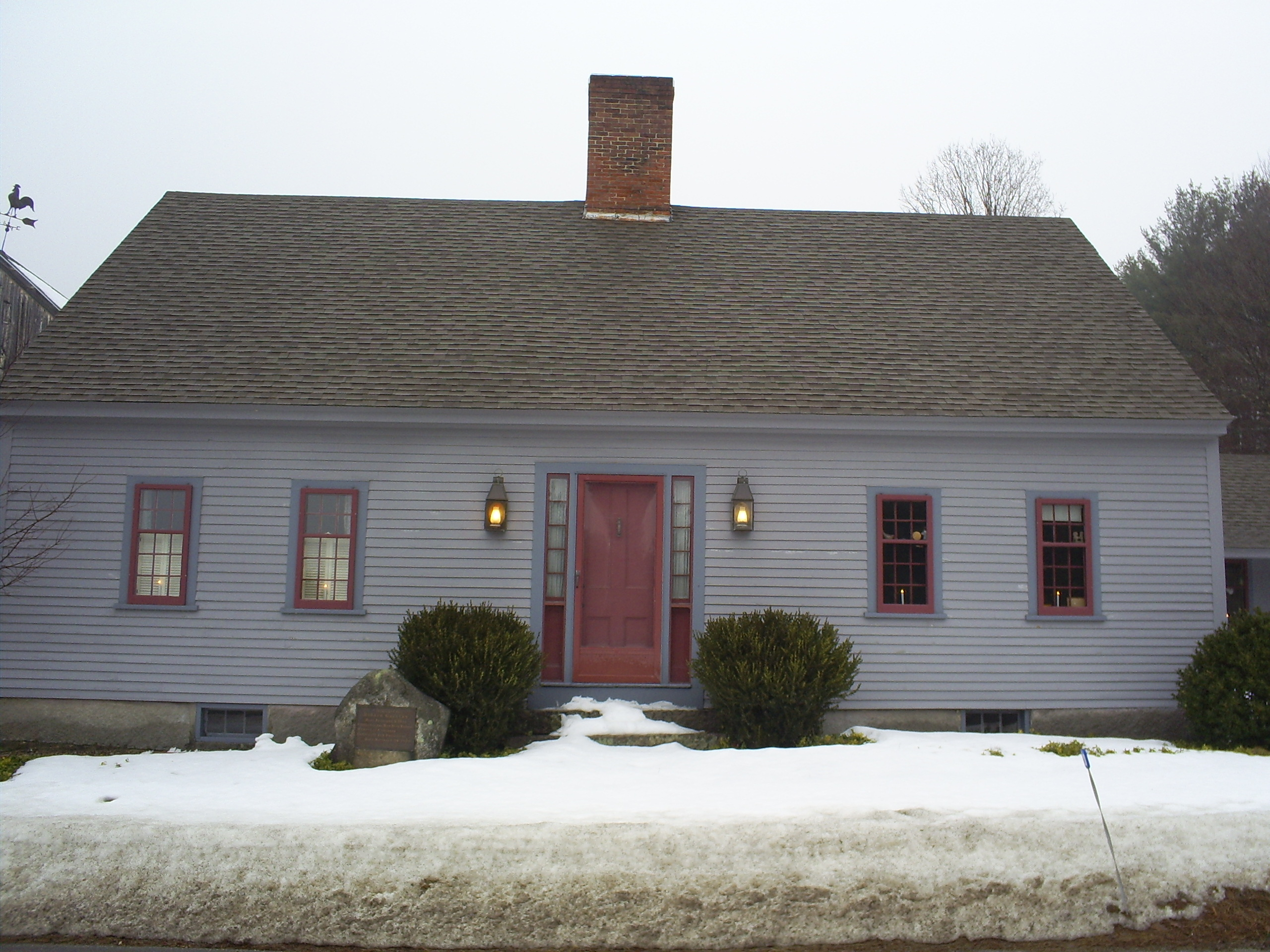
新罕布什尔州阿默斯特的格里利出生地

霍勒斯·格里利1811年2月3日在距新罕布什尔州希尔斯波罗县阿默斯特八公里的农场诞生，出生20分钟后才开始呼吸，估计导致他患上亞斯伯格症候群，为他立传的米切尔·斯奈等作家认为，这种疾病有可能导致格里利晚年行为怪异。格里利的父亲扎切斯是英格兰裔，部分先辈很早就在马萨诸塞州和新罕布什尔州定居；母亲玛丽本姓伍德本，是倫敦德里郡加尔瓦的苏格兰－爱尔兰裔后代，部分先辈曾参与1689年爱尔兰威廉王战争的德里围城战。父母务农为生，农场经营不善，格里利从小家境贫寒并且经常搬家，最远西迁到宾夕法尼亚州。他在地方学校就读，很有学习天分。
邻里看格里利是个聪明娃，表示愿赞助学费送他去菲利普斯埃克塞特学院，但一家人颇为自傲，不愿接受馈赠。扎切斯1820年因财务挫折付债累累，为免受牢狱之灾逃离新罕布什尔州后定居佛蒙特州。父亲为养家糊口打工，邻居同意见书就读的格里利到他家图书馆学习。1822年，格里利离家出走想当印刷学徒，但因年纪太小被拒。
1826年，15岁的格里利开始在佛蒙特州拉特兰县珀尔特尼《北方观众报》主编阿莫斯·布利斯手下当印刷学徒。他学会印刷工作原理，是镇上有名的百事通，在当地图书馆学习。1830年报纸停办后，格里利与家人团聚并在宾夕法尼亚州伊利附近生活，但不久又离家到报社找工作，获《伊利公报》聘请。格里利胸怀更大抱负，但为帮助父亲还是在报社工作到1831年。格里利从小加入公理会，但在伊利工作期间转为信仰普救派。

## 初涉出版业

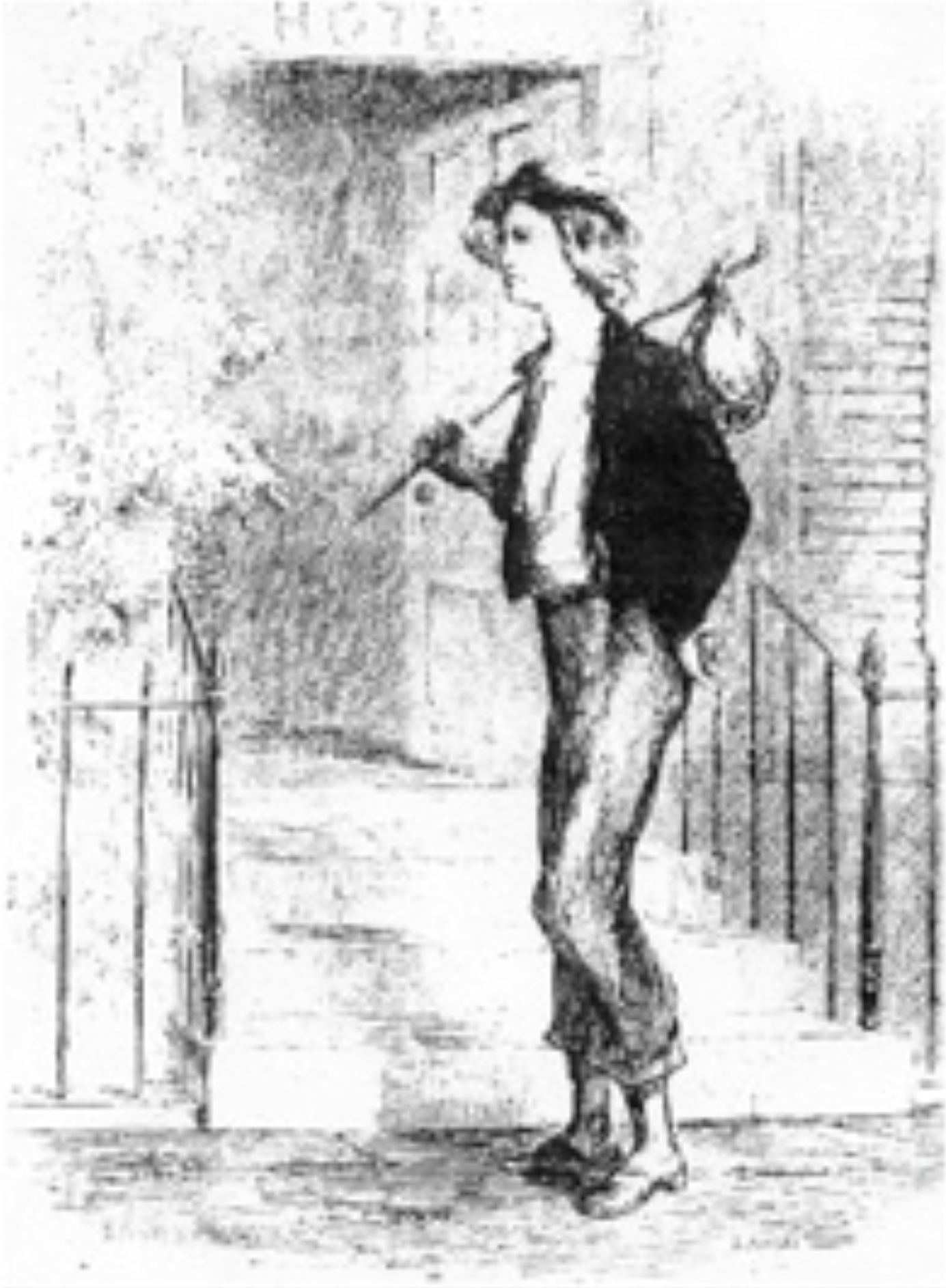
格里利初抵纽约

1831年末，格里利前往纽约寻找机遇。已有许多青年印刷工前来此地，都想在大都市安身立命，格里利一度只能打短工。1832年，他获聘加入《时代精神》，完成原始积累并在同年开办印刷店。1833年，他与霍雷肖·谢泼德一起主编每日发行的《纽约早间邮报》，但入不敷出。财务受挫的格里利坚持每周出版三期《宪政主义报》，内容基本是彩票结果。
1834年3月22日，他与乔纳斯·温彻斯特合作的文学杂志《纽约人》创刊号面世，定价比同类杂志便宜，内容既有当代诗歌又有政治评述。杂志发行量达到当时已相当可观的九千份，但仍因管理不善沦为1837年经济大恐慌的牺牲品。1834年竞选期间，他在纽约为新生的辉格党出版竞选传单，逐渐接受该党主张，如自由市场、政府协助发展国家等。
格里利到纽约后不久结识同样住在寄宿公寓的玛丽·杨·切尼，公寓遵照西尔维斯特·格雷厄姆的饮食原则提供一日三餐，禁食肉类、酒类、咖啡、茶、香料并且禁烟。格里利此时遵守格雷厄姆的饮食原则，一生都极少吃肉。玛丽·切尼是教师，1835年移居北卡罗来纳州教书。两人1836年7月5日在沃伦县沃伦顿成婚，消息在11天后的《纽约人》公示。格里利南下期间在华盛顿哥伦比亚特区停留参观国会，夫妻二人没有度蜜月直接回纽约，玛丽在此找到教职。
《纽约人》主张城镇失业人口把握西部大开发的机遇安身立命（19世纪30年代的美国西部主要是如今的美国中西部）。1836年冬至1837年春非常寒冷，随之而来的金融危机导致大量纽约市民流离失所、饥寒交迫。格里利在刊物上呼吁新移民购买西部向导丛书，国会向定居者提供低价公共土地。格里利向读者大声疾呼：“飞吧，飞过乡间前往大西部，无论如何都不要留在这里……西部是真正的目的地”。1838年，他建议“所有年轻人”“去西部：你的才华必获赏识，你的精力和产业必得回报”。
1838年，格里利结识辉格党自由派系代表、奥尔巴尼《晚报》主编瑟洛·威德，获聘编辑纽约州辉格党报纸《杰斐逊主义者报》，迎接即使开始的选举。新报纸1838年2月问世，推动辉格党候选人威廉·H·苏厄德拿下州长宝座。1839年，格里利为多家出版物工作，期间休一个月长假西行，一度抵达底特律。
1840年大选期间，格里利积极为辉格党候选人威廉·亨利·哈里森摇旗呐喊。他出版辉格党重要宣传期刊《小木屋》，创作大量支持哈里森的歌曲。这些歌曲是竞选活动的重要标志，在群众大会上演唱，其中许多都是格里利组织。为他立传的罗伯特·威廉姆斯指出：“格里利的歌词风靡全国，激发辉格党选民采取行动”。威德筹集的资金推动《小木屋》广为流传，哈里森和竞选搭档约翰·泰勒轻易当选。

## 主编《纽约论坛报》

### 早期（1841至1848年）

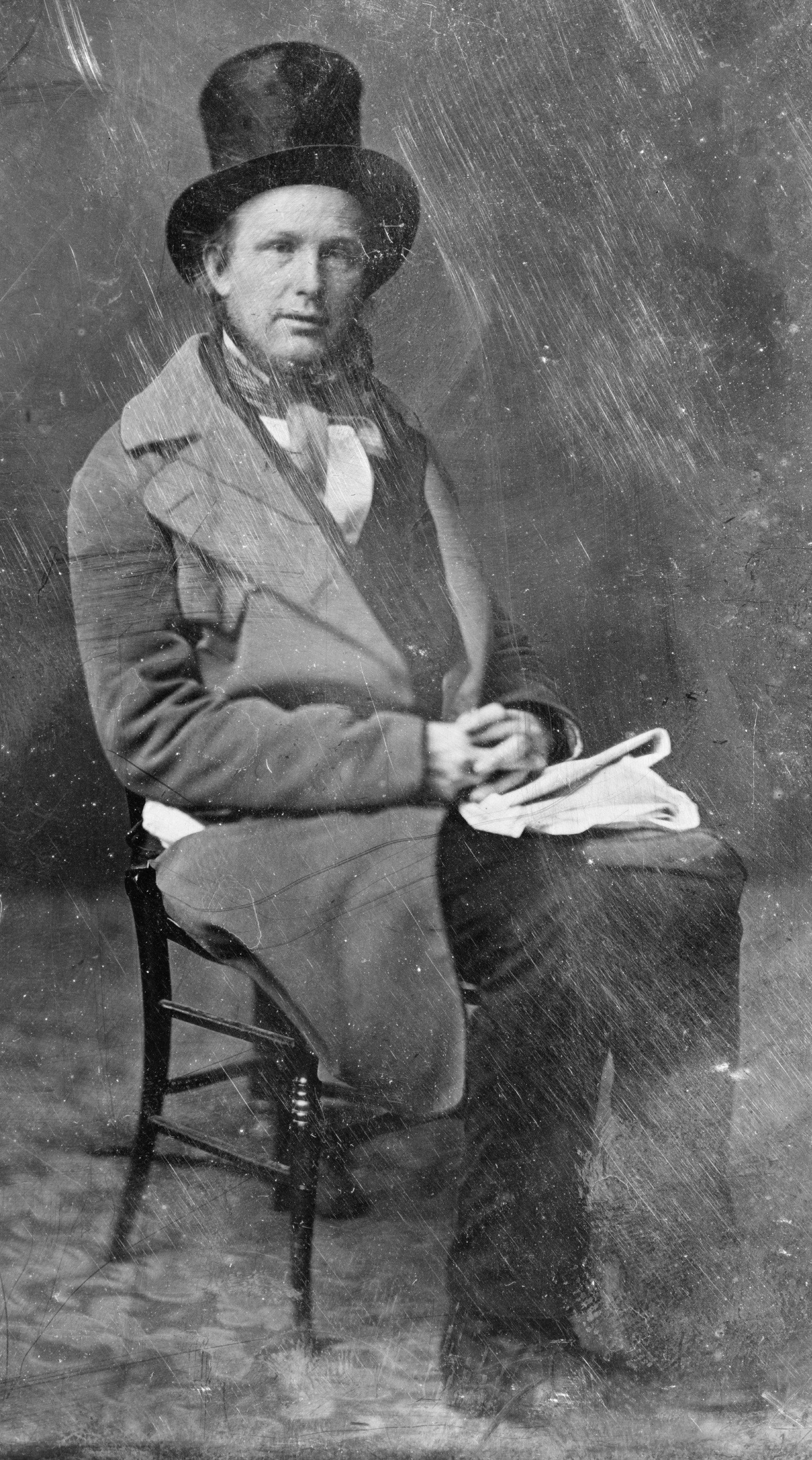
马修·布雷迪为格里利所拍照片，时间在1844至1860年间

1840年竞选接近尾声时，《小木屋》的发行量已达八万，格里利决定创办每日发行的《纽约论坛报》。纽约此时报纸众多，其中又以詹姆斯·戈登·贝内特的《纽约先驱报》占绝对优势，发行量约有5.5万份，读者人数超出竞争对手总和。技术进步令报纸出版更简便，成本更低廉，过去新闻期刊常见的周报逐渐被日报取代。格里利从友人手中借钱办报，创刊号1841年4月10日面世，哈里森总统上任仅一个月后去世，副总统泰勒继任，这天纽约正举办纪念游行告慰前总统在天之灵。
格里利在创刊号承诺，《纽约论坛报》会在每天早上为读者提供政治、文学和大众新闻。纽约人起初反应冷淡，525美元发行成本只回来92美元。报童以折扣价批发后再以单价一美分零售，广告价格起初是每行四美分，但很快涨到六美分。《纽约论坛报》在19世纪40年代保持四页，即单张报纸横竖各对折一次，首批订阅用户六百人，创刊号售出五千份。
亨利·贾维斯·雷蒙德是格里利办报早期的首席助理，雷蒙德还在十年后创办《纽约时报》。为稳固报纸财务基础，格里利把半数股权卖给律师托马斯·麦克拉思（1807至1888年），后者担任出版商并负责业务，格里利主编。《纽约论坛报》支持肯塔基州联邦参议员亨利·克莱的政治立场和推动经济发展的美国方案，克莱1840年曾争夺辉格党总统候选人提名，但不敌哈里森。格里利很早就派记者常驻首都，竞争对手纷纷效仿。他希望《纽约论坛报》不再局限于地方，早日成长为全国级大报。1841年《小木屋》与《纽约人》合并，《论坛周报》问世，初始订阅年价两美元，刊物随邮件发往全美各地的订阅读者，在中西部尤为流行。1841年12月，格里利获邀主编国家级辉格党报纸《麦迪逊派报》，但在无法获得全面主控权后谢绝。
格里利在报纸上支持辉格党立场，克莱和泰勒总统分歧日趋显著后，他支持克莱并期望对方获党派提名参加1844年大选。格里利竭力为获提名的克莱摇旗呐喊，但辉格党候选人还是在普选中不敌民主党候选人、前田纳西州州长詹姆斯·诺克斯·波尔克。19世纪30年代格里利主编《纽约人》时就反对奴隶制，反对支持奴隶制的德克萨斯共和国加入美国联邦。19世纪40年代，他在反对奴隶制的舞台上声音越来越大。
1844年，格里利聘请玛格丽特·富勒担任《纽约论坛报》首席文学编辑，她为该报创作两百余篇文章。富勒与格里利一家同住数年，移居意大利后还担任驻外记者。格里利非常欣赏亨利·戴维·梭罗的才华，亲自担任棱罗的文学经纪人，努力确保作品发表。格里利的宣传还令拉尔夫·沃尔多·爱默生受益匪浅。历史学家艾伦·内文斯高度评价格里利的报纸：
《纽约论坛报》的新闻采集融优良品质、崇高道德水准和智慧光芒于一体，为美国新闻业设立新标准。报纸版面上没有警方报告、丑闻、可疑的医疗广告或轻佻的人物形象，社论生机勃勃的同时态度又很温和，政治新闻在全市最为精准，书评与书摘百花齐放。格里利身为资深讲师，不忘为讲坛提供充足空间。报纸足以吸引有思想、有深度的读者。
格里利在遵循格雷厄姆饮食原则的寄宿公寓结识夫人玛丽，此后他对其他未能长久的社会运动非常热心，在报纸上努力宣传。他赞同去世不久的法国社会思想家夏尔·傅立叶观点，傅立叶提议建立人称“方阵”的定居点，各行各业人士都有一定数量入住，方阵就像企业般运作，大家共享收益。格里利不但在报上宣传傅立叶派理念，还曾参与两个“方阵”，两个定居点后来都以失败告终，位于宾夕法尼亚州派克县的“方阵”发展成小镇，在格里利去世后更名格里利。

### 国会议员（1848至1849年）
1848年11月，紐約州第六國會選區民主党众议员戴维·杰克逊因选举欺诈下台，他的任期在1849年3月截止，但19世纪国会每年都在12月开会，所以有必要填补空缺。根据当时法律，第六选区辉格党委员会选派格里利参加特别选举，胜出者可完成剩下的三个多月任期，但委员会决定不提名他连任。第六选区大部分选民是爱尔兰裔，格里利宣称支持爱尔兰从英国独立。他在11月的特别选举中轻取对手，12月国会开会时就职。瑟洛·威德对格里利获提名影响很大。
格里利在国会任职三个月，他提出的《宅地法》规定改良土地的定居者可低价购买土地，价格只有投机商四分之一。他反复抨击立法特权，记录未参与投票的议员身份，质疑众议院随行神职人员。这些举动引起关注，但也招来许多议员反感。1848年12月22日，《纽约论坛报》发文指控众多国会议员收取过高旅费津贴并附上证据，令国会同僚大为光火。1849年1月，格里利支持旨在纠正上述问题的法案，但无济于事。他在写给朋友的信中表示，讨厌他的议员非常多，以至“众议院分裂成两派——一派希望看到我被消灭，另一派只想亲自动手”。
格里利提出的其他法案均未通过，内容包括禁止海军实施鞭刑并在海军舰船上禁酒。他还建议把国名“美利坚合众国”改为“哥伦比亚”，在哥伦比亚特区废除奴隶制，提升关税。亚伯拉罕·林肯只当过一届伊利诺伊州联邦众议员，在此期间认识格里利，两人的友谊持续多年。1849年3月3日任期结束后，格里利返回纽约继续主编《纽约论坛报》。据威廉姆斯所述，格里利这三个月“除臭名昭著外基本一事无成”。

### 影响（1849至1860年）

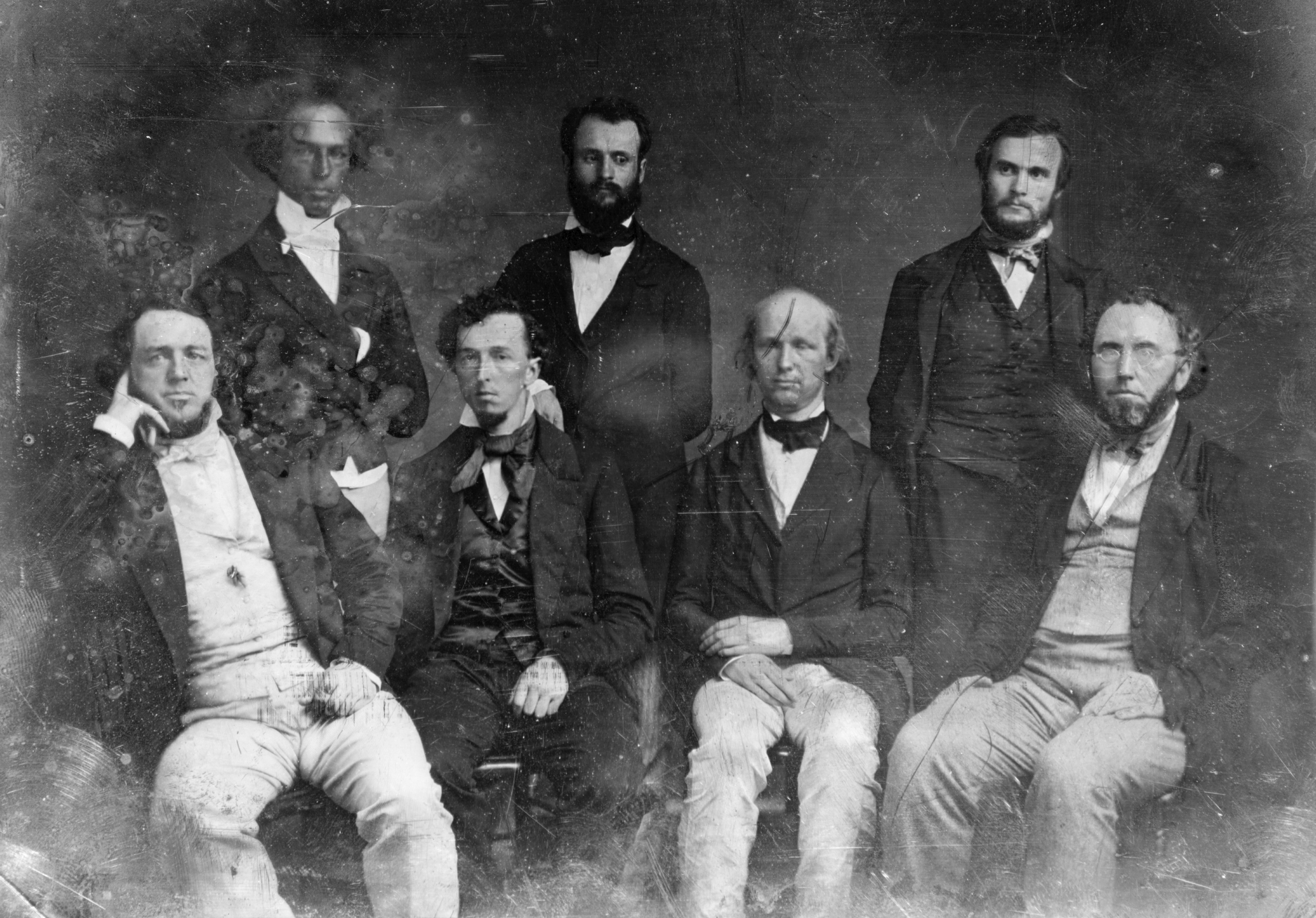
《纽约论坛报》编辑，前排左三为格里利

19世纪40年代末，《纽约论坛报》日报版已在纽约站稳脚跟，周刊版在全美都极具影响，读者遍布乡村和小城镇。新闻工作者巴亚德·泰勒认为该报在中西部的影响仅次于《圣经》。据威廉姆斯记载，格里利在《纽约论坛报》所发社论塑造民意时比总统言论更有效。格里利的影响与日俱增，未来的国务卿海约翰曾于19世纪70年代在《纽约论坛报》工作，在他看来，格里利已成“圣霍勒斯福音”。
《纽约论坛报》依然是倾向辉格党的报纸，但格里利本人趋于中立。辉格党1848年提名来自路易斯安那州的美墨戰爭英雄扎卡里·泰勒将军竞选总统，格里利反对美墨战争，也反对奴隶制扩张到吞并的墨西哥领土，担心泰勒当上总统后会支持奴隶制扩张，所以迟迟不愿表态支持党派候选人。他一度考虑支持自由土地黨候选人、前总统马丁·范布伦，但最后还是忠于党派。泰勒赢得大选，辉格党投桃报李，让格里利当几个月国会议员。《1850年妥协案》力主在赞成和反对奴隶制势力间达成平衡，令格里利对辉格党的支持动摇，最后表态反对妥协案。他在1852年总统大选中支持辉格党候选人温菲尔德·斯科特将军，但又猛烈抨击支持妥协案的党纲：“我们藐视、诅咒、唾弃它。”党派分裂导致斯科特不敌民主党候选人、前新罕布什尔州联邦参议员富兰克林·皮尔斯。
1853年，辉格党在奴隶制问题上的立场分歧越来越大，格里利刊登社论宣布《纽约论坛报》不再是辉格党报纸，而是无党派报。他对读者忠诚度很有信心，相信报纸不会蒙受财务损失。辉格党部分人士对此喜闻乐见，《共和》嘲讽格里利及其信仰：如果党派是在傅立叶主义、催眠术、缅因禁酒法、唯灵主义、科苏特主义、社会主义、廢奴主義或是别的几十个什么主义基础上成立并维持，我们也不想和这帮人搅和在一起。1854年伊利诺伊州联邦参议员史蒂芬·道格拉斯提出《堪薩斯-內布拉斯加法案》，授权各领地居民自决是否接受奴隶制，格里利在报上极力反对该法。法案颁布后堪薩斯領地爆发边境战争，格里利推动自由州人士前往定居，并向他们提供武器。奴隶制支持者还以颜色，把格里利和《纽约论坛报》视为敌人，不再把该报运往南方，骚扰、打击地区代理商。不过，1858年《纽约论坛报》周刊版订购用户仍达30万，南北战争期间一直是全美占领导地位的报纸。
《堪萨斯-内布拉斯加法案》令辉格党四分五裂，以反对奴隶制扩张为核心诉求的新党已蓄势多年，共和党由此诞生。格里利1853年便开始探讨创立新党，共和党的名字可能也是他所起。1854年，格里利出席首届纽约州共和党大会，但未获代表提名竞选州长或副州长。改投新党导致他与威德和苏厄德持续多年的政治联盟告一段落，他在1854年12月的信中写道，自己退出辉格党后，三人的政治伙伴关系随之结束。格里利对官职分配纠纷颇感愤怒，认为苏厄德不该向《纽约论坛报》竞争对手《纽约时报》寻求支持。
1853年，格里利在纽约州西徹斯特郡查帕夸乡间买下农场并尝试农耕。1856年，他设计并建造里霍博斯大宅，是美国此时还非常罕见的混凝土建筑。1856年，格里利为共和党首位总统候选人约翰·弗雷蒙特匿名创作的传记出版。
《纽约论坛报》继续刊登各类素材。1851年，总编查尔斯·安德森·达纳招募卡尔·马克思担任驻伦敦记者。马克思与弗里德里希·恩格斯一起为报社工作十余年，创作约五百篇文章。格里利对此非常欣赏，在报上写道：“马克思先生很有主见，有些看法还远未同大家达成共识，但要是不看他的作品，就等于忽略对现今欧洲政治重大议题最发人深省的看法。”
格里利倡导改革，如和平主义、女权主义，特别支持勤奋自由劳工阶层的理想。他呼吁通过改革确保所有公民自由平等，希望靠公民道德进步根除腐败。他不知疲倦地倡导进步和自由，呼吁劳动人民与资本家和谐并存。大量传媒转载格里利倡导社会民主改革的社论，对辉格党自由劳工理念与共和党激进派影响很大，在推动自由劳工理念方面的作用举足轻重。1848年前，他资助美国式傅立叶派社会主义改革，但在1848年欧洲革命失败后退出。为促进改革，格里利聘请众多写手，其中不乏未来名家，如富勒、达纳、乔治·威廉·柯蒂斯、威廉·亨利·弗赖、巴亚德·泰勒、朱利叶斯·钱伯斯，还有创办《纽约时报》的雷蒙德。乔治·里普利曾担任报社多年的文学批评家，简·斯威斯赫姆是当时美国大型报社极其罕见的女职工。
1859年，格里利跨过大陆到西部实地考察，将见闻登上《纽约论坛报》，呼吁建设横贯大陆铁路，还计划演讲宣传共和党。同年五月他前往芝加哥，再赶赴堪薩斯領地劳伦斯，对当地居民印象不佳。他在迈阿密县奥萨沃托米举办的首届堪萨斯共和党大会演说，再乘早期驿站马车前往丹佛，小镇此时正发展成派克峰淘金潮的采矿营地。格里利向报社发邮件，再沿奥弗兰小道抵达盐湖城，采访摩门教领袖楊百翰两小时，这也是楊百翰首度接受访谈。格里利遇到美洲原住民，对他们的境遇感到同情，但与当时许多人一样认为印第安文化是劣等文化。此外，他还在加利福尼亚州巡回演讲。

### 1860年总统大选
克里利与当上联邦参议员的苏厄德保持友好，但始终没有打算支持苏厄德获共和党总统候选人提名。1860年共和党全国大会在芝加哥举行，会前克里利主张提名反对奴隶制扩张、并已解放名下奴隶的前密苏里州联邦众议员爱德华·贝茨。格里利在报纸、演讲和大会上声称贝茨不但能拿下北方各州，进军南方也不在话下。但争夺共和党提名的黑马候选人林肯前来纽约、准备在柯柏聯盟學院演讲时，格里利敦促读者前去聆听，并且就在现场陪同林肯走上台。此时格里利认为林肯有望获副总统提名。
格里利代替因故无法与会的俄勒冈州代表出席芝加哥大会，他在会上建议提名贝茨，但局面毫无胜算，反而是苏厄德可能胜出。与其他代表交流后，格里利认定苏厄德即使拿到提名也不可能在大选中赢得宾夕法尼亚州这类关键州。知道他与苏厄德已经疏远的人很少，令格里利的意见显得更可信。格林顿·范·德森曾为格里利与苏厄德立传，在他看来，苏厄德此次提名争夺战败给林肯，但格里利对此所起作用难以量化。格里利在会场宣传贝茨之举收效甚微，前两轮投票苏厄德领先林肯，但第二次幅度很小。林肯在第三轮投票胜出，格里利此时坐在俄勒冈州代表团，脸上笑容灿烂。对此普利策奖得主、历史学家多丽丝·凯恩斯·古德温表示：“很难想象林肯会像苏厄德那样任由格里利的不满郁积多年”。
苏厄德争夺提名败北，党羽把格里利视为报复目标。读者来信退订，信中还对花掉三美分感到浪费，格里利向他提供邮票补偿。面对敌人抨击，格里利友善回应。他大力提倡打击纽约州议会腐败，希望选民推举新议员，在1861年苏厄德任期结束时推举他继任。1860年大选期间，他集中精力宣传林肯，甚至不惜诋毁其他候选人。格里利明确表示，共和党上台后不会干涉蓄奴州的奴隶制，还称林肯无意保障非裔美国人的选举权。他努力竞选，直到11月林肯胜出。
林肯很快公开告知有意提名苏厄德担任国务卿，所以后者不大可能竞选连任参议员。威德打算推举威廉·M·埃瓦茨替代，纽约州的反苏厄德势力团结在格里利周围。共和党在州议会占优，所以共和党核心小组便是两人争夺焦点。格里利的势力无法取得足够议员支持把他送到参议院，但足以阻止埃瓦茨当选。威德转为支持已获不少选票的艾拉·哈里斯，后者获核心小组认可并于1861年2月当选。威德阻止格里利当选后志得意满，自称是在“报答格里利先生的大恩”。

### 南北战争

#### 内战爆发
林肯赢得大选后，南方脱离联邦的传闻开始流传。《纽约论坛报》起初赞成和平分裂，南方另建国家。1860年11月9日的社论写道：
如果棉花产州的确觉得退出比留在联邦更好，我们就应坚持让他们和平退出。退出联邦或者形同革命，但这毕竟是他们的权利……无论何时，只要大量联邦成员下定决心分家单过，我们都应保持克制，不要想方设法强迫他们留下。我们希望永远都不会生活在用刺刀阻止他人离开的共和国。
格里利继续发表类似社论，直到1861年1月开始转为强硬对待南方，反对分裂。威廉姆斯指出，“霍勒斯·格里利曾短暂认为和平分裂比内战更能保障自由”。格里利对南方的和缓态度持续时间很短，但依然是1872年竞选总统时对手抨击他的有力弹药。
《纽约论坛报》在林肯就职前几天每天都发表社论，标题都是大号大写字母：《不妥协！》《对叛徒没有让步！》《宪法不可违！》格里利出席就职典礼，座位离参议员道格拉斯很近，代表《纽约论坛报》为林肯开始就职欢呼。南方军队偷袭桑特堡后，格里利一方面对要塞失守颇感遗憾，同时又为以战争征服叛军组建的美利堅聯盟國叫好。《纽约论坛报》还批评林肯没有迅速动用武力。
1861年春至夏初，格里利和《纽约论坛报》为联邦军进攻造势。《纽约论坛报》记者发文率先倡导“进军里士满”，格里利将之作为报纸口号，敦促联邦军在7月20日邦联国会开会前占领邦联首都里士满。7月中旬，公众压力等众多原因促使林肯派训练不足的联邦军参加第一次馬納沙斯之役，军队遭遇惨败，令格里利深感绝望，其间可能精神崩溃。

#### 《为两千万人祈祷》
格里利在查帕夸买下的农场休息两周后恢复健康，随后返回《纽约论坛报》，他整体支持林肯政府，对老对手、国务卿苏厄德也不乏赞誉。联邦军第一年战事不利，但他的支持依旧。1861年末，他通过中间人向林肯提议，总统提前告知政策，《纽约论坛报》愿投桃报李，在文章中友善对待联邦政府。林肯欣然接受：“他（格里利）的坚定支持于我等同十万大军”。
1862年初，格里利对联邦军一直无法奠定胜局深感失望，还对林肯迟迟不愿承诺打败叛军后解放奴隶充满忧虑。他对联邦政府开始偶有批评，《纽约论坛报》社论呼吁尽快打赢战争、解放奴隶。格里利原本认为内战主要目的是维护联邦，第一次馬納沙斯之役后转为希望战争终结奴隶制。截至1862年3月，林肯的反奴隶制政策不过是提议边境州只要忠于联邦就能获得解放奴隶的补偿，此外他还签署法案废除哥伦比亚特区的奴隶制。据称林肯曾质问《纽约论坛报》记者：“霍勒斯大叔到底搞什么鬼？他就不能忍着点儿，等多几天吗？”
格里利1862年8月19日致信林肯，信件以《为两千万人祈祷》为题刊登在第二天的《纽约论坛报》，他对总统的压力至此达到顶点。林肯此时已把起草的《解放黑奴宣言》初稿内容告知内阁，格里利在刊登信件当天得知。他的信要求解放奴隶并严格执行《没收法》，林肯必须“为自由与奴隶制斗争”，不要“用羊的手段去对付狼”。
林肯在回信中写道：“我的最高目标是拯救联邦，而非维持或消灭奴隶制。如果不解放奴隶就能实现目标，我就一个不放；如果全部解放才行，我就全部解放；如果只解放一部分就行，我也照办。我对奴隶制和有色人种采取的政策都是为维持联邦，我的宽容与克制也是如此。”这封回信非常有名，远超格里斯报上的挑衅，但也令废奴人士出离愤怒，苏厄德的夫人弗朗西斯向丈夫表达不满，谴责林肯“把几个州凑在一块儿看得比人类自由还重要”。。格里利认为总统没有正面回答问题，“但只要他发布《解放黑奴宣言》，我什么都可以原谅”。林肯9月22日发布《解放黑奴宣言》，格里利称赞宣言是“自由的伟大恩赐”。威廉姆斯指出，“直到至刻，为联邦而战的林肯才与为解放黑奴而战的格里利站在一起”。

#### 征兵暴动、争取和平

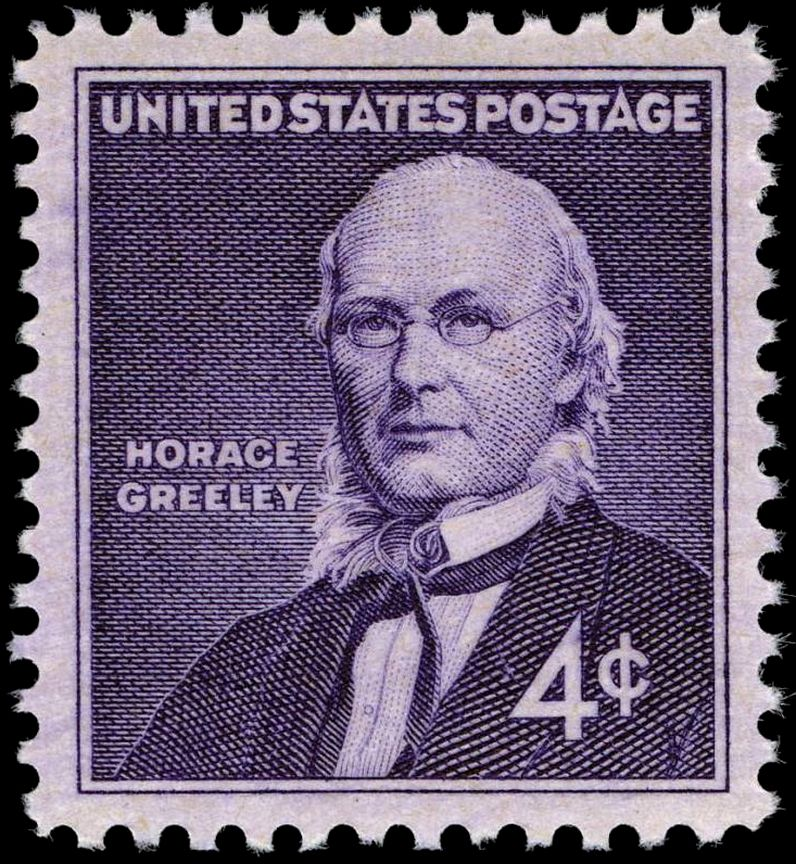
1961年面世的格里利纪念邮票

联邦军1863年7月上旬赢得蓋茨堡之役，《纽约论坛报》的文章宣称叛乱很快就会“扑灭”。紐約徵兵暴動一周后暴发，格里利和《纽约论坛报》基本支持征兵，同时认为不应准许有钱人雇人代替来逃避兵役。暴兵将支持征兵的人列为目标，将纽约论坛报大厦包围并至少一次企图冲进楼内。格里利从布鲁克林海军造船厂取得武器，150名军人保护大楼安全。还有暴徒前往查帕夸的农场威胁格里利夫人和孩子，不过尚未伤人就被赶走。
1863年8月，格里利接受哈特福出版商邀请撰写南北战争史，在接下来八个月写出六百页，书名《美国冲突》，共分两册，前六百页为上册。《美国冲突》截至1870年已售出22.5万套，这在当时已是非常热销。
南北战争期间，格里利多次提出结束战争的思路。1862年他联络法国驻哥伦比亚特区大使亨利·梅西尔探讨调停，但苏厄德拒绝和谈，特别是在1862年联邦军赢得双方伤亡都很惨重的安蒂特姆之战后，欧洲干预已经不可能有效。1864年7月，格里利听闻邦联驻加拿大人员有权和谈，这些人此时在加拿大尼亚加拉瀑布城协助和平派民主党人，如果和谈无望就力主对联邦战事进展扯后腿。格里利应林肯要求前往尼亚加拉瀑布城谈判，只要南方回归联邦并解放黑奴，总统愿考虑任何条件。邦联人员拿不出任何身份证明，而且在保证安全的情况下也不愿与格里利一起前往哥伦比亚特区。格里利返回纽约，事态公开后令政府非常尴尬。林肯没有对格里利轻信邦联人员公开表态，但私下里表示对他失去信心。
格里利一度考虑支持其他候选人1864年竞选总统，他二月在《纽约论坛报》发文称林肯不应连任。但没有候选人对总统构成威胁，林肯六月获提名，《纽约论坛报》半冷不热地表示认可。同年八月，担心民主党赢得大选、联邦接纳邦联回归的格里利力争另办党大会，希望林肯放弃连任，提名其他候选人，但没起任何作用。9月3日联邦军攻占亚特兰大后，格里利开始极力支持林肯，对林肯连任、联邦军连战连捷心满意足。

### 重建时期
1865年4月内战结束后，格里利与《纽约论坛报》呼吁宽容对待战败的南方邦联，声称让邦联领导人成为烈士只会促成叛乱。约翰·威尔克斯·布斯刺杀林肯令宽大处理的呼声戛然而止，许多人认为林肯之死是叛变阴谋的最高潮，新总统安德鲁·约翰逊悬赏十万美元抓捕在逃邦联总统傑佛遜·戴維斯。叛军领袖被捕后，格里利主张“按公正判决处罚”。
1866年，格里利的社论声称，不应一直把戴维斯关在門羅堡，要么开庭审判、要么还以自由。戴维斯的夫人瓦丽娜呼吁格里利发挥影响，推动戴维斯获释。1867年5月，里士满法官裁定前邦联总统可交十万美元保释，格里利等人提供保释金，他与戴维斯在法庭短暂碰面。北方公众对此愤怒不已，格里利的《美国冲突》下册销量锐减，《论坛论坛报》、特别是周刊版订阅量下降，但在1868年大选期间恢复。
格里利起初支持约翰逊宽厚的重建政策，但总统只想快速建立州政府，无意保障解放奴隶的选举权，令格里利非常失望。1865年12月国会开幕并逐步主控南方重建，激进派共和党人积极保障不论肤色所有男子的选举权和公民权利，格里利整体认可国会政策。1866年格里利竞选联邦众议员遭遇惨败，1867年初竞选联邦参议员又输给罗斯科·康克林。
总统与国会开战，格里利坚定支持国会。1868年3月国会弹劾约翰逊，格里利与《纽约论坛报》强烈要求解除总统职务，谴责约翰逊是“国家大嘴里酸痛的牙齿，拥挤教室中尖叫的巨婴”，宣称“他不滚蛋就永无宁日”。参议院最后裁定罪名不成立，令格里利深感失望。同年格里利一度争取共和党州长候选人提名，但在康克林势力阻挡下无法如愿。格里利在1868年大选支持共和党候选人尤利西斯·格兰特，后者顺利胜出。

### 格兰特时期

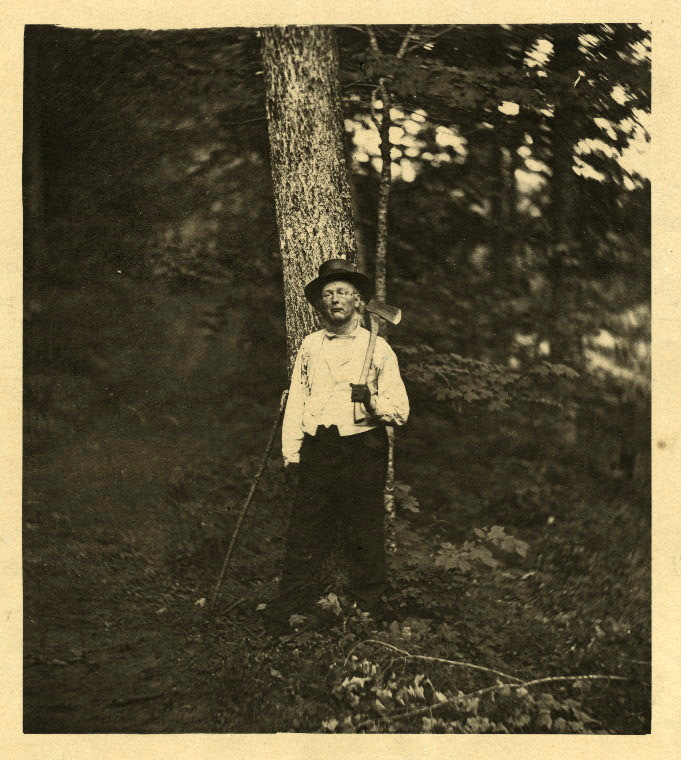
1869年在查帕夸农场的格里利

1868年，怀特劳·里德加入《纽约论坛报》担任总编，还成为格里利值得信赖的副手。马克·吐温19世纪60年代也是报社雇员，亨利·乔治与布雷特·哈特都不时在报上发表文章。1870年，海约翰加入报社撰写社论，格里利不久就宣布海约翰是《纽约论坛报》历史上最出色的社论作家。
格里利一直对联想主义很感兴趣，1869年开始大力参与建设内森·米克领头的草原乌托邦科罗拉多联盟殖民地。小镇建在科罗拉多领地，后以格里利的姓氏命名。格里利担任乌托邦财务主管，还向米克借钱保持殖民地运作。1871年，他根据儿时经历及查帕夸农场生活撰写的著作《务农之我见》出版。
格里利继续争取公职，1869年竞选纽约州主计长、1870年竞选联邦众议员都以失败告终。1870年，格兰特总统邀请格里利担任驻圣多明哥（今多明尼加共和国）大使，但他没有接受。

## 1872年总统大选
19世纪诞生的政党不计其数，其中绝大部分很快消亡，内战结束后也是如此。密苏里州联邦参议员卡尔·舒尔兹1871年9月组建自由共和党，旨在反对格兰特总统和腐败，主张公务员制度改革、减税和土地改革。聚集起来的支持者立场不一，唯一的共同点就是反对格兰特，事实也证明格兰特政府的腐败问题越来越严重。1872年是大选年，新党需要总统候选人。格里利在全美名望卓著，经常竞选公职。他更想获共和党总统候选人提名，担心投身自由共和党会对《纽约论坛报》不利。不过他最大的期望还是当总统，拿不到共和党提名的情况下就不会拒绝自由共和党。
自由共和党全国大会1872年5月在辛辛那提召开，格里利在会上讲话，他和密苏里州州长本杰明·格拉茨·布朗都是潜在人选，舒尔兹不在美国领土出生，没有竞选资格。最高法院大法官大卫·戴维斯首轮投票领先，格里利在第二轮小幅领先，接下来轮到前驻英大使查尔斯·弗朗西斯·亚当斯。经过里德的“自发”示范，格里利在第六轮投票赢得提名，布朗是副总统候选人。

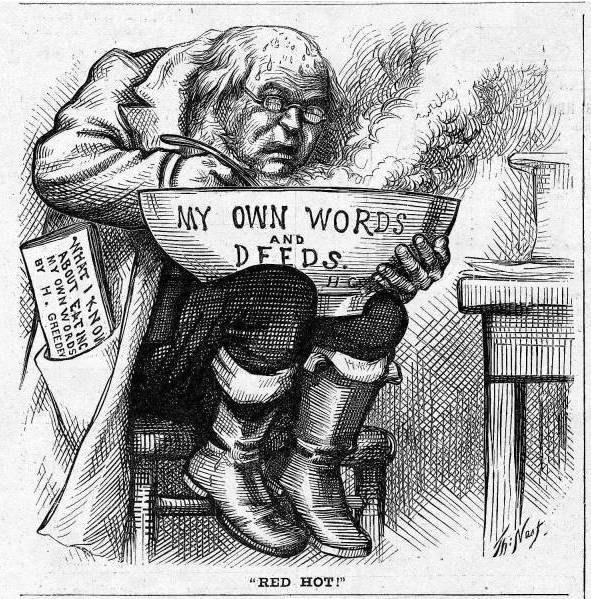
托马斯·纳斯特创作的1872年竞选漫画，讽刺格里利的立场与过去自相矛盾

民主党提名大会同年七月在巴尔的摩召开，代表面临两难境地，要么提名长期站在对立面的格里利，要么挑选其他候选人，但失去反格兰特派系的选票就必败无疑。民主党最后提名格里利，甚至借用自由共和党主张非裔美国人平等权利的党纲。格里利辞去《纽约论坛报》主编职务竞选，而且主动巡回演讲，直接向平头百姓传达他的理念，与当时高级公职候选人一般不直接竞选的传统背道而驰，反对者为此谴责他官瘾太大。七月下旬，格里利与前俄亥俄州州长拉瑟福德·伯查德·海斯等人都认为自由共和党和民主党胜利在望，他的竞选提倡各派系以和为贵，战争早已结束，奴隶制问题已经解决，如今应该结束军事占领南方，恢复正常社会生活秩序。
共和党资金充足，指控格里利对叛国和三K党都不吝支持。托马斯·纳斯特将反格里利宣传总结成漫画，这些作品影响很大，格兰特事后认为纳斯特是他连任的大功臣。漫画显示格里利为杰佛逊·戴维斯交保，向格兰特撒泥，在林肯坟前与约翰·威尔克斯·布斯握手。同年九月，围绕聯合太平洋鐵路融资问题的莫比利埃信托公司丑闻暴发，牵涉共和党众多政要，但格里利也持有联合太平洋铁路的股票，无法借此事抨击格兰特政府，有说法称这些股票是送给他的礼物，换取有利的新闻报导。
格里利的夫人玛丽六月从欧洲旅游回来时就患上疾病，病情在十月加重，格里利10月12日马上中断竞选前去陪伴。玛丽10月30日撒手人寰，此时距选举日只剩一周，格里利陷入绝望。民主党九至十月在各州的公职选举成绩惨淡，格里利不敌格兰特完全在预料之中。他共获283万4125票，远不及总统的359万7132票。格兰特拿下286张选举人票，格里利只有66张，在全部37个州里只赢得乔治亚州、肯塔基州、马里兰州、密苏里州、田纳西州和德克萨斯州。

### 晚年与谢世
格里利回归主编《纽约论坛报》，但很快得知有人企图赶他下台。他晚上难以入眠，选举日一周后（11月13日）最后一次前去报社，之后一直在接受治疗。格里利听从家庭医生建议前往乔治·乔特在纽约州普莱森特维尔创办的疗养院乔特之家。格里利的身体持续恶化，于11月29日辞世，两个女儿与怀特劳·里德陪在身旁。
格里利去世后，选举人团正式集中投票选出总统，他的66张票由另外四名候选人获得，其中又以印第安纳州新州长托马斯·A·亨德里克斯和格里利的竞选搭档布朗最多。
格里利希望葬礼一切从简，但女儿坚持在他生前加入的神圣亲子教堂、今纽约第四普救派教堂举办隆重仪式。他的遗体葬在布鲁克林区绿荫公墓，格兰特总统带领各级政要、海约翰与里德等《纽约论坛报》工作人员，以及新闻业竞争对手前来送行。

## 评价和纪念

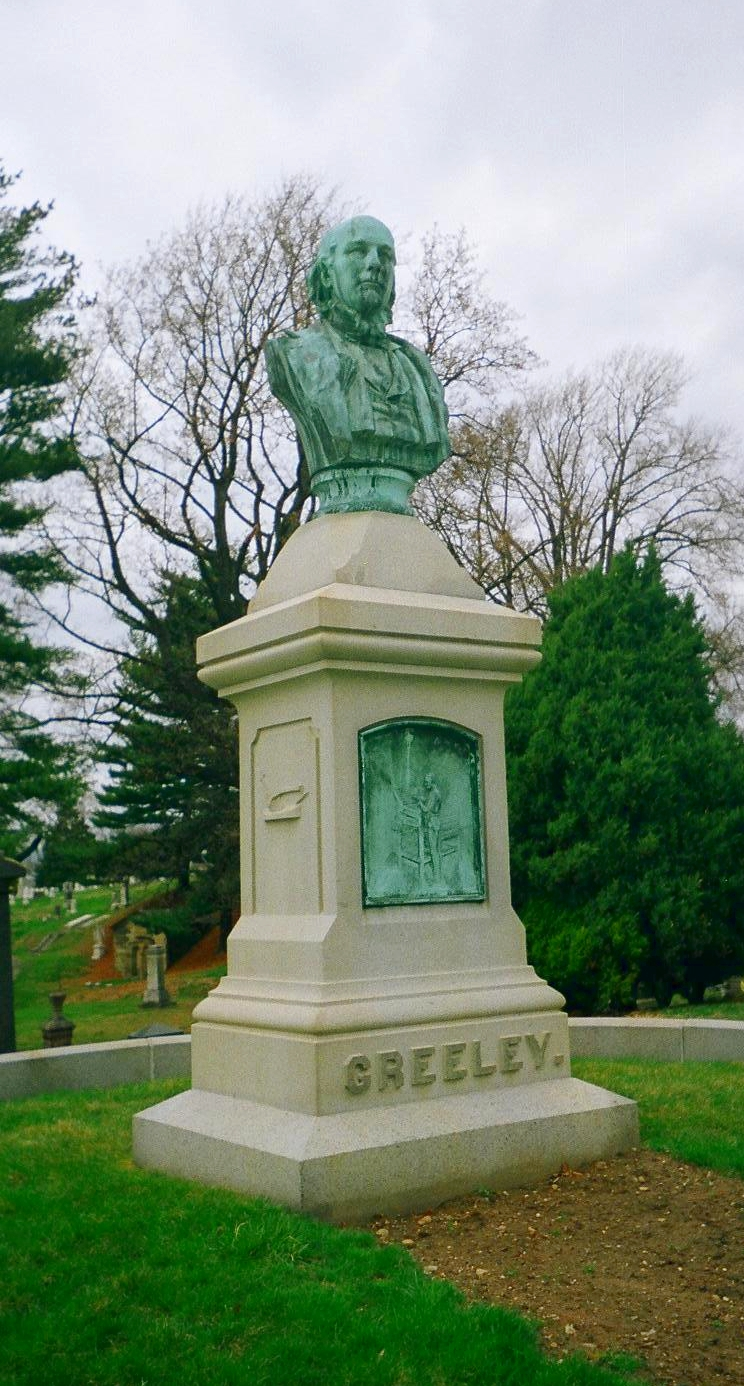
绿荫公墓的霍勒斯·格里利纪念碑

竞选期间格里利遭遇众多抹黑，但即便对手，在他死后也不吝美言。曾刊登纳斯特漫画的《哈珀周刊》称：“林肯先生遇刺后，再也没有哪个美国人的死像霍勒斯·格里利一般令人真心痛惜不已，针对他的一切评价都因悲切变得特别动人。”亨利·沃德·比彻在《基督联合报》写道：“霍勒斯·格里利死了，那些不公正的恶意针对也随风飘散”。哈里特·比彻·斯托指出，格里利的打扮虽然古怪，总是戴着难看的白帽子，其人或许不乏缺陷，但无疑也有许多优点而且充满力量，真正慈悲为怀，能让世界变得更加美好。
格里利主张在政策领域为快速发展的西部地区提供足够自由，鼓励“年轻人，向西去”实现抱负。他对工人阶级社会和政治很感兴趣，为此聘请卡尔·马克思、抨击一切垄断，反对向为铁路提供土地特许。他提倡高关税，坚持工业发展能实现共同富裕。格里利主张素食，反对饮酒并认真对待他人提出的任何建议。
历史学家艾弗·伯恩斯坦指出：
身为思想家，格里利立场温和且不成体系，独自追寻国际改革思潮。他每次都全身心投入，不管是乌托邦、工匠社会主义，还是土地、两性与饮食改革，当然还有必不可少的反奴隶制理念。格里利在美国内战时代的文化和政治中无疑具有重要地位，这主要是因为当时各种改革运动之间存在固有矛盾，而他却力图从思想上实现和谐统一。
格里利认为所有人都应该有机会自我改善，他的自由观就以此建立。为他立传的埃里克·伦德声称，格里利“对社会改革鞠躬尽瘁，深切同情贫苦白人、奴隶、自由黑人，以及白人妇女的处境，还崇尚自救和自主创业的美德”。范·德森表示：“真挚的同情、道德上的热心，乃至对他人关注的渴望，都不可避免地促使他为让世界更加美好奋斗，并保持使徒般的热情”。
格里利在改革领域的成就因个人特点受限，威廉姆斯指出，格里利经常“身着旧亚麻外套，扮相非常古怪，人物形象宛若幽灵，就像进城购买物资的农民”。范·德森也称：“格里利的斗争能力受个人特点所限。他的文化程度不足，看不到自身局限对他阻碍很大”。
1924年，《纽约论坛报》与《纽约先驱报》合并组成《纽约先驱论坛报》，后在1966年停刊，“论坛报”之名一直沿用到2013年《国际论坛报》更名《纽约时报国际版》为止。
1890年，论坛报协会向纽约捐献格里利雕塑，1916年在市政厅公园揭幕，第二座格里利雕塑位于曼哈頓中城格里利广场。格里利去世后，纽约市议会经投票决定把百老汇与第33街交汇处广场定名格里利广场。范·德森为格里利所立传记结尾写道：
格里利忠于祖国和人民，对美国持续进步充满信心，他的贡献至今意义重大。格里利有各种缺点，他就像美国，哪怕经常目光短浅、受人误导，但从不会被农业和工业的成就冲昏头脑……他对美国的未来充满信心，为实现美国的梦想不懈努力，令他人深受鼓舞，充满希望和信心，相信自己的梦想也有望实现。格里利与美国人民的信仰确保他在美国历史上拥有一席之地。信仰让他依然与大家一起前进，或责备或慈爱，令我们在如今的伟大斗争中充满信心并赢得胜利。

## 著作
- 《美国冲突：1860至1864年美利坚合众国大叛乱史》第一卷（1864年），第二卷（1866年）
- 《政治经济学阐述论文，解释并捍卫家庭产业保护政策，组建国家合作体系实现真正的劳动力升级》（1870年）
- 《回首忙碌一生》 （页面存档备份，存于）（1868年）
- 1859年夏纽约至旧金山之行 （页面存档备份，存于）（1860年）

## 脚注
1. ↑  Fuller & 2004，第231-242页
2. ↑  Williams，第40–41页
3. ↑  Snay，第9页
4. ↑  Williams，第6页
5. ↑  Ulster-Scots，第33页
6. ↑  Lunde，第26页
7. ↑  Williams，第12页
8. ↑  Williams，第15页
9. ↑  Williams，第30–33,60页
10. ↑  Snay，第16页
11. 1 2  Lunde，第11页
12. ↑  Williams，第27页
13. 1 2  Tuchinsky，第4–5页
14. ↑  Williams，第31–32页
15. ↑  Williams，第37–39页
16. ↑  Williams，第41–42页
17. ↑  Williams，第43页
18. ↑  Williams，第47页
19. ↑  Williams，第53页
20. ↑  Williams，第53–54页
21. ↑  Tuchinsky，第5页
22. 1 2 3 4  Williams，第58页
23. ↑  Snay，第54–55页
24. ↑  Lunde，第24页
25. ↑  Snay，第55页
26. ↑  Snay，第11, 23页
27. 1 2  Williams，第59页
28. 1 2  Snay，第63页
29. ↑  Snay，第86–87页
30. ↑  Snay，第39–41页
31. ↑  Williams，第78–81页
32. ↑  Williams，第82页
33. ↑  Williams，第81–82页
34. ↑  Nevins，第528–534页
35. ↑  Snay，第68–72页
36. ↑  Williams，第114页
37. 1 2  Tuchinsky，第145页
38. ↑  Williams，第114–115页
39. ↑  Williams，第115–116页
40. ↑  Williams，第61页
41. ↑  Tuchinsky，第144–145页
42. ↑  Snay，第110–112页
43. ↑  Snay，第112页
44. ↑  Tuchinsky，第155页
45. ↑  Snay，第114–115页
46. ↑  Williams，第168页
47. ↑  Williams，第169页
48. ↑  Williams，第175页
49. ↑  Snay，第116–117页
50. ↑  Snay，第117页
51. 1 2  Lunde ANB.
52. ↑  Gruber & Gruber 1977.
53. ↑  Life of Col. Fremont.
54. ↑  Williams，第131–135页
55. ↑  Snay 2011.
56. ↑  Tuchinsky & 2005，第470-497页
57. ↑  Tuchinsky & 2004，第66-99页
58. ↑  Sandburg 1942.
59. ↑  Crowe & 1968，第131–132页
60. ↑  Endres & 1975，第128页
61. 1 2  Williams，第203页
62. ↑  Van Deusen，第230页
63. ↑  Lunde，第60–65页
64. ↑  Van Deusen，第231, 241–245页
65. ↑  Stoddard，第198–199页
66. ↑  Goodwin，第242页
67. ↑  Hale，第222–223页
68. ↑  Goodwin，第255–256页
69. ↑  Van Deusen，第248–253页
70. ↑  Van Deusen，第256–257页
71. ↑  Seitz，第190–191页
72. ↑  Bonner，第435页
73. 1 2  Williams，第219页
74. ↑  Stoddard，第210页
75. ↑  Stoddard，第211–212页
76. ↑  Williams，第220–223页
77. ↑  Van Deusen，第279–281页
78. ↑  Van Deusen，第282–285页
79. ↑  Williams，第226页
80. ↑  Williams，第232–233页
81. ↑  陈伟 & 2018，第102页
82. ↑  Lincoln 1862.
83. 1 2  Goodwin，第471页
84. 1 2  Williams，第233页
85. ↑  Williams，第234页
86. ↑  Hale，第271页
87. ↑  Williams，第240–241页
88. ↑  Van Deusen，第301页
89. ↑  Williams，第245页
90. ↑  Williams，第247页
91. ↑  Van Deusen，第306–309页
92. ↑  Van Deusen，第303–304页
93. ↑  Van Deusen，第310–311页
94. ↑  Stoddard，第231–234页
95. ↑  Williams，第272–273页
96. ↑  Van Deusen，第354–355页
97. ↑  Van Deusen，第342–349页
98. ↑  Cohen 1998.
99. ↑  Van Deusen，第368–373页
100. ↑  Stoddard，第270页
101. ↑  Van Deusen，第377页
102. ↑  Van Deusen，第320页
103. ↑  Hale，第300, 311页
104. ↑  Taliaferro，第132–133页
105. ↑  Williams，第284–289页
106. ↑  Stoddard，第266页
107. ↑  Williams，第293页
108. ↑  Williams，第294页
109. ↑  Williams，第292–293页
110. ↑  Williams，第295–296页
111. ↑  Stoddard，第302–303页
112. ↑  Williams，第296–298页
113. ↑  Hale，第338页
114. ↑  Seitz，第388页
115. ↑  Stoddard，第309–310页
116. ↑  Williams，第303页
117. ↑  Stoddard，第313页
118. ↑  Williams，第303–304页
119. ↑  Hale，第339–340页
120. ↑  Williams，第305页
121. ↑  Seitz，第390–391页
122. ↑  Seitz，第398–399页
123. ↑  Williams，第306页
124. ↑  Seitz，第391页
125. ↑  Hale，第352–353页
126. ↑  Seitz，第403页
127. 1 2  Seitz，第404页
128. ↑  Ross & 1933，第63-74页
129. ↑  Brophy & 1948，第309-317页
130. ↑  Stauss & 1939，第399-408页
131. ↑  Lundberg & 2019，第154页
132. ↑  Iacobbo，Iacobbo & 2004，第84页
133. ↑  Bernstein & 1991，第184页
134. ↑  Williams，第314页
135. 1 2  Van Deusen，第428页
136. ↑  Williams，第313页
137. ↑  Hear Herald-Tribune Folds in New York.
138. ↑  Schmemann 2013.
139. ↑  NYC Parks.
140. ↑  Greeley Square Park.
141. ↑  Linn & 1912，第258–259页
142. ↑  Van Deusen，第430页

## 扩展阅读
- Schulze, Suzanne. . Greenwood. 1992. ISBN 9780313267369.
- Parton, James. . Houghton, Mifflin & co. 1854  [2021-02-12]. LCCN 11002797.
- Borchard, Gregory A. . Southern Illinois University Press. 2011  [2021-02-12]. （原始内容存档于2021-03-09）.
- Cross, Coy F., II. . University of New Mexico Press. 1995.
- Holzer, Harold. . Simon & Schuster. 2014.
- Isely, Jeter Allen. . Princeton University Press. 1947.
- Parrington, Vernon L. . II. 1927: 247–257  [2021-02-12]. （原始内容存档于2019-11-15）.
- Potter, David M. . Journal of Southern History. 1941, 7 (2): 145–159. JSTOR 2191468.
- Fahrney, Ralph Ray. . Cedar Rapids, Ia., The Torch Press. 1936  [2021-02-12].
- Robbins, Roy M. . Agricultural History. 1933-01, VII (18)  [2021-02-12]. （原始内容存档于2020-08-01）.
- Weisberger, Bernard A. . Civil War History. 1977, 23 (1): 5–25  [2021-02-12]. （原始内容存档于2021-07-19）.
- Downey, Matthew T. . The Journal of American History. 1967-03, 53 (4): 727–750. JSTOR 1893989.
- Lunde, Erik S. . Canadian Review of Studies in Nationalism. 1978, 5 (1): 1–23.
- Durante, Dianne. . New York University Press. 2007. ISBN 978-0814719879.
- Maihafer, Harry J. . Brassey's Books. 1998. ISBN 978-0788194818.
- Mott, Frank Luther. . 3rd. Macmillan. 1962. ASIN B0006AXMAE.
- Reid, Whitelaw. . Scribner's Sons. 1879  [2021-02-12].
- Rourke, Constance Mayfield. . New York: Harcourt, Brace & Co. 1927  [2021-02-12].
- Slap, Andrew. . Fordham University Press. 2010. ISBN 978-0823227105.
- Taylor, Sally. . Journalism History. 1979, 6 (4): 103–107.
- . Mr. Lincoln and New York. The Lehrman Institute.   [2017-06-13]. （原始内容存档于2017-06-13）.